# Министерство внутренних дел Словацкой Республики

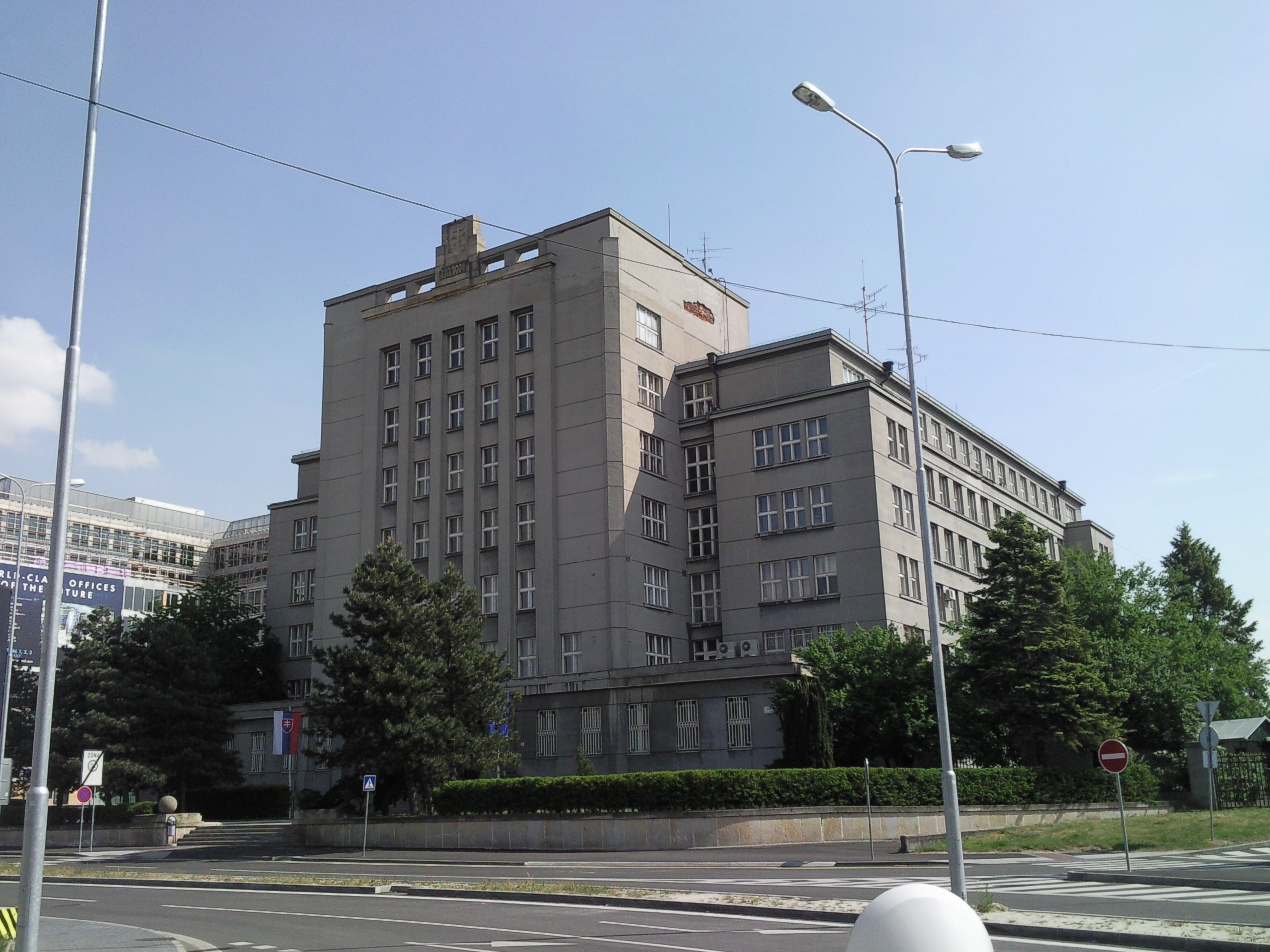
Здание Министерства внутренних дел Словацкой Республики

Министерство внутренних дел Словацкой Республики (словац. Ministerstvo vnútra Slovenskej republiky) — одно из министерств Словакии. Расположено по адресу: Словакия, Братислава, улица Прибины, д.2.

## Сфера деятельности Министерства
Министерство внутренних дел Словацкой Республики является центральным органом государственной власти Словацкой Республики и имеет следующие полномочия:
1. защита конституционного устройства, поддержание общественного порядка, безопасности лиц и имущества, охрана государственных границ, безопасность и надёжность дорожного движения, решение вопросов вооружения и боеприпасов, работа частных служб безопасности, въезд на территорию Словацкой Республики и пребывание иностранцев на её территории, вопросы получения удостоверений личности, проездных документов и лицензий на вождение автотранспортных средств, решение проблем беженцев и эмигрантов, регистрация жильцов, регистрация дорожно-транспортных средств и прицепов, ведение интегрированной спасательной системы, гражданская защита и пожарная безопасность,
2. общее управление внутренними делами государства, в том числе решение вопросов территориально-административного устройства Словацкой Республики, государственной символики, ведение геральдического реестра, решение вопросов ведения архивов и реестров, присвоение гражданства, регистрация рождений, смертей и прочего, объединение и регистрация юридических лиц в порядке, определённом законодательством, организационное обеспечение выборов в Национальный совет Словацкой Республики, организационное обеспечение выборов Президента Словацкой Республики и всенародного голосования по его отставке, организация выборов в органы территориального общественного самоуправления, проведение референдума, организационное обеспечение выборов в Европарламент, проведение воинских захоронений, контроль деятельности индивидуальных предпринимателей, координация государственного управления на уровне муниципалитетов, высших территориальных единиц и органов местной государственной администрации,
3. управление автоматизированной информационной системой местной администрации,
4. работа полиции и пожарно-спасательной службы,
5. координация обучения сотрудников муниципалитетов и высших территориальных единиц, выполняющих задачи государственного управления.

## Министр внутренних дел
Министерством внутренних дел управляет и несёт ответственность за его деятельность министр внутренних дел, который назначается и освобождается от должности Президентом Словацкой Республики по ходатайству Председателя Правительства Словацкой Республики.
Нынешний министр внутренних дел Словакии с 25 октября 2023 года — Матуш Шутай Эшток.

## Государственный секретарь Министерства внутренних дел
Министра внутренних дел во время его отсутствия замещает в рамках его прав и обязанностей государственный секретарь. Министр может и в иных случаях наделять государственного секретаря полномочием представлять себя в рамках своих прав и обязанностей. При замещении министра госсекретарь имеет право совещательного голоса на заседаниях Правительства. Государственного секретаря назначает и освобождает от должности Правительство Словакии по ходатайству министра внутренних дел.